# Bain-de-Bretagne

Bain-de-Bretagne este o comună în departamentul Ille-et-Vilaine, Franța. În 1 ianuarie 2022 avea o populație de 7.704 de locuitori.